# North Reston
North Reston är en by i civil parish Reston, i distriktet East Lindsey, i grevskapet Lincolnshire, i England. Byn är belägen 6 km från Louth. North Reston var en civil parish fram till 1987 när blev den en del av Reston. Civil parish hade 36 invånare år 1961.